# Arichanna imitata
Arichanna imitata är en fjärilsart som beskrevs av Max Joseph Bastelberger 1909. Arichanna imitata ingår i släktet Arichanna och familjen mätare. Inga underarter finns listade i Catalogue of Life.